# Новое Айманово
Но́вое Айма́ново (тат. Яңа Айман) — деревня в Мензелинском районе Республики Татарстан, в составе Атряклинского сельского поселения.

## Этимология названия
Топоним произошел от татарского слова «яңа» (новый) и ойконима «Айман» (Айманово).

## География
Деревня находится на правом притоке реки Ик, в 31 км к юго-востоку от районного центра, города Мензелинска.

## История
Деревня основана в последней четверти XIX века восточными башкирами, переселенцами из села Старое Айманово ныне Актанышского района (по другой версии, в середине XIX века башкирами-вотчинниками). Основные занятия жителей в этот период – земледелие и скотоводство, было распространено пчеловодство.
В начале XX века в деревне функционировала мечеть (построена в 1894 году), хлебозапасный магазин, бакалейная лавка. В этот период земельный надел сельской общины составлял 1839 десятин.
До 1920 года деревня входила в Поисевскую волость Мензелинского уезда Уфимской губернии. С 1920 года в составе Мензелинского кантона ТАССР.
С 10 августа 1930 года – в Мензелинском, с 10 февраля 1935 года – в Поисевском, с 12 октября 1959 года – в Актанышском, с 1 февраля 1963 года в Мензелинском районах.

## Население
| 1913 | 1920 | 1926 | 1938 | 1949 | 1958 | 1970 | 1979 | 1989 | 2002 | 2010 | 2017 |
| ---- | ---- | ---- | ---- | ---- | ---- | ---- | ---- | ---- | ---- | ---- | ---- |
| 605  | 445  | 406  | 349  | 258  | 259  | 239  | 184  | 88   | 117  | 92   | 66   |

Национальный состав села: татары.

## Экономика
Жители села занимаются полеводством, молочным скотоводством.

## Объекты культуры и медицины
В селе действуют клуб, медицинский пункт (с 2005 года).